# Симон Ейнджъл
Симон Ейнджъл (на нидерландски: Simone Angel), родена Симоне Енгелен (на нидерландски: Simone Engelen), е нидерландска телевизионна водеща и денс музикантка.

## Биография
Родена е във Вурден, Нидерландия на 25 декември 1971 г. Мести се в Лондон, Англия, когато е на 18 години.
Наета е в Лондон от MTV Europe, ставайки най-младият виджей (VJ, video jockey), като работи там в продължение на 9 години. Води много предавания от разни части на света. Симон е водеща на предаването на MTV „Парти зона“, където представя танци и музикални клипове.

## Дискография
Симон Ейджъл има 4 сингъла, някои в различни версии. Във Великобритания работи със звукозаписната компания „Атомик“ (Atomic) на Том Уоткинс (мениджър на групите „Брос“ (Bros) и „Ийст 17“ (East 17), заедно с бандата „Нитро“ (Nitro).
- „Контакт“ (12 Нидерландия) „Contact“
- „Разходка по вода“ (CD5 „UK, 2x12“ UK) (1994) „Walk on Water“
- „Нека това чувство“ (12 „UK, CD5“ UK, 12 "Италия) (1993) – UK # 60 „Let This Feeling“
- „Когато любовта управлява света“ (CD5 "UK) (1991) „When Love Rules the World“
- „Когато любовта управлява света“ (The Jon Marsh Sessions) (12 "Великобритания) (1991) „When Love Rules the World“